# Ballocephala
Ballocephala är ett släkte av svampar. Ballocephala ingår i familjen Meristacraceae, ordningen Entomophthorales, divisionen oksvampar och riket svampar.
|              | Meristacrum |
|              | |
|              | Zygnemomyces |
|              | |
| Ballocephala | \| \| Ballocephala sphaerospora \| \| \| \| \| \| Ballocephala pedicellata \| \| \| \| \| \| Ballocephala verrucospora \| \| \| \| |
|              | \| \| Ballocephala sphaerospora \| \| \| \| \| \| Ballocephala pedicellata \| \| \| \| \| \| Ballocephala verrucospora \| \| \| \| |
|              | Ballocephala sphaerospora |
|              | |
|              | Ballocephala pedicellata |
|              | |
|              | Ballocephala verrucospora |
|              | |

|  | Ballocephala sphaerospora |
|  |                           |
|  | Ballocephala pedicellata  |
|  |                           |
|  | Ballocephala verrucospora |
|  |                           |